# Sol (kriptografija)
Soljenje u računalnoj kriptografiji predstavlja zbrajanje slučajnih podataka (soli) prije stavljanja kroz hash funkciju. Najčešće ga se rabi sa zaporkama. Nakon stvaranja zaporke, soli ju se i tek potom hashira. Posoljena zaporka je složenija, jer sol koja je dodana po podatcima čine nasumični slovnobrojčani znakovi. Tako napadaču ne pomaže mnogo ako provali u bazu podataka, jer soljenjem se značajno smanjuje izglede da hash tablice ili dugine tablice vrate pozitivan rezultat. Dužim nizom soli napadačevi izgledi opadaju, a još više ako je svaki podatak posoljen svojom solju tj. slučajnim uzorkom slovnobrojčanih znakova. Zbog toga je poželjno da budu duge i jedinstvene. Uobičajeni algoritmi soljenja su Argon2, scrypt, bcrypt i PBKDF2.